# ماري هنت أفليك
ماري هنت أفليك (بالإنجليزية: Mary Hunt Affleck)‏ هي كاتِبة وشاعرة أمريكية، ولدت في 20 يناير 1847 في دانفيل في الولايات المتحدة، وتوفيت في 28 نوفمبر 1932.